# Lengyel Márton
Lengyel Márton János (Budapest, 1940. augusztus 14. – Budapest, 2015. május 10.) magyar közgazdász, nemzetközi turizmusszakértő, egyetemi tanár, író.

## Tanulmányai
1954 és 1958 között a budapesti Kölcsey Ferenc Gimnázium diákja, majd 1959-től 1963-ig a Marx Károly Közgazdaságtudományi Egyetem külkereskedelmi szakának hallgatója volt.

## Életpályája

### Út a turizmusba
1963 és 1968 között a Hungarocoop Szövetkezeti Külkereskedelmi Vállalat üzletkötőjeként dolgozott. 1968-tól a turizmusban kezdett dolgozni. 1968-tól 1978-ig az Országos Idegenforgalmi Tanács (OIT) közgazdásza volt. 1970-ben elvégezte az Union International de Organismos Oficiales de Turismo (UIOOT) marketing tanfolyamot. 1973-ban francia, orosz és angol nyelvtudásának köszönhetően tartalékos tisztként Vietnámba, nemzetközi békemisszióba, rendelték egy évre szolgálatra. 1974-től az OIT nemzetközi osztályát vezette, amit 4 év elteltével otthagyott. 1978-ban, az IBUSZ felkérésére elvállalta annak új madridi képviselete felállítását és képviseletét. Néhány hónap múltával Sághy Vilmos belkereskedelmi miniszter hazahívta Madridból, és megbízta a turizmus távlati fejlesztési koncepciójának kidolgozásával. Ez a hosszútávú stratégia képezte aztán az alapját az 1979 és 1983 közötti első „tudatos fejlesztésnek” magyar turizmusban. 1978 és 1986 között az Országos Idegenforgalmi Hivatal vezető helyettese volt. 1980 és 1985 között a Politikai Főiskola gazdaságpolitika szakán tanult.

### Turizmus és kultúra
Lengyel Márton elkötelezett híve volt a kultúra és a turizmus egysége megteremtésének, így kezdeményezője az azóta is évenként megrendezett Budapesti Tavaszi Fesztiválnak (BTF). A minden évben a tavasz első napján kezdődő fővárosi kulturális eseménysorozat elindítása a turizmus szereplőinek azon igényét teljesíthette, hogy a megrendezett, nemzetközi színvonalú művészeti események vonzerejének köszönhetően korábban induljon a nagyobb jövedelmezőséget eredményező turizmus főszezon. Lengyel javaslatának megvalósításához szükség volt a legfelsőbb pártirányítás jóváhagyására. Maga Aczél György, az Országos Közművelődési Tanács elnöke, az országos kultúra terén kizárólagos döntési jogkörrel bíró MSZMP pártvezető, hagyta jóvá az 1981-ben indult BTF sorozatot, mondván: „Ha a turizmusnak van rá pénze, hát legyen!”

### A nemzetközi és belföldi turizmusirányításában
Robert C. Lonati, a Turisztikai Világszervezet (WTO) főtitkára, hívásának eleget téve 1986-tól a WTO nemzetközi központjában, Madridban, a világszervezet munkatársa és kutatója, valamint oktatási vezetője lett. Nevéhez fűződik a turizmus fogalmának új definiálása 1986-ban, melyet a WTO hivatalosan is elfogadott. A rendszerváltást követően, 1990-ben, hazatért Magyarországra Madridból. Az első Antall-kormány ipari és kereskedelmi minisztere, Bod Péter Ákos fölajánlotta neki az OIH vezetését, amit nem fogadott el, mondván, hogy a turizmus nemzetgazdasági súlya alapján nem minisztériumi főosztályt, hanem önálló minisztériumot érdemel. Mivel az önálló turizmusminisztérium felállítását az új államigazgatáson belül nem tudta keresztülvinni, ezért a kormányzati munka lehetősége helyett az egyetemi katedrát választotta.

### Oktatás, lobbizás és tanácsadás
1990 és 2001 között a Budapesti Közgazdaságtudományi Egyetem turizmuskutató csoportjának vezető docense. 1993-ban megalapította a Magyar Turisztikai Egyesületet (Matur), a magyar turizmusszakma alulról szerveződő, politikamentes egyesületét, melynek 2012-es megszűnéséig elnöke volt. A Maturnak a turizmusért folytatott, folyamatos lobbizása mellett, csaknem húszéves működése alatt számos nemzetközi esemény fűződött a nevéhez, mint például a 2000-ben megrendezett Lovas Világtalálkozó.
1994-től cége, az LT Consorg Kft., igazgatójaként, független turisztikai tanácsadóként is dolgozott. 2001-től a Heller Farkas Főiskola főigazgatója, 2005-től rektora volt. 2002-től a Matur-elnökeként az Országos Idegenforgalmi Bizottság tagjaként is tevékenykedett.

## Magánélet
Édesapja Lengyel Tivadar, édesanyja Fodor Julianna. Felesége Schrettner Judit.
Lengyel Márton több idegen nyelven is magas színvonalon beszélt és írt, számos tankönyv, hazai és nemzetközi tanulmány szerzője. Igazi polihisztor volt, turizmustudósi munkája mellett zenét is szerzett, valamint kipróbálta magát a szépirodalomban is, többek között, eszperantista lévén, eszperantó nyelven is írt színdarabot.

## Díjak, kitüntetések
- A közgazdaságtudományok kandidátusa (1992)
- Pro Turismo-díj (1998)
- A Magyar Érdemrend tisztikeresztje (2005)[7][8]
- BKF Award of Excellence in Tourism Education kiválósági díj (2015)[3]

## Művei

### Megjelent könyvek
- A turizmus információrendszere (1970)
- A turizmus hosszútávú fejlesztési koncepciója (társszerző, 1978)
- Tourism Master Plans (1985)
- The State's role in protecting and promoting culture as a factor of tourism development (1985)
- A turizmus állandó és új tényezői, valamint motivációi (1986)
- Megatrends in International Tourism (1987)
- WTO Strategy for Tourism Education and Training (1988)
- East-West Tourism (1989)
- A kultúra és a turizmus együttműködési lehetőségei (1989)
- Dimensiones del Tourismo (1990)
- A turizmus és a gazdasági fellendülés (1991)
- A turizmus általános elmélete (1992, 1994, 2004)
- Budapest turizmusának fejlesztési koncepciója (1992)
- A balatoni turizmus fejlesztési koncepciója (1993)
- Tourism in Central and Eastern Europe (1993)
- Turizmuspolitika (1994)
- A sopron-kőszeghegyaljai üdülőkörzet turizmusának fejlesztési koncepciója (1994)
- Szállodai marketing és privatizáció (1995)
- EU integrációs stratégia – turizmus (1996)
- A Tisza-tó turizmusfejlesztési koncepciója (1997)
- Ökoturizmus és marketing (1998)
- Magyarország csatlakozása az Európai Unióhoz – Turizmusstratégia (1999)
- Turizmus Magyarországon (2000)
- Az Észak-Alföld turisztikai koncepciója és fejlesztési programja (2000)
- A turizmus fejlesztésének stratégiája és programja (2000)
- Szabolcs-Szatmár-Bereg megye turisztikai koncepciója és stratégiai programja (2002)
- Fejér megye turisztikai koncepciója és stratégiai programja (2002)
- TDM működési kézikönyv; szerk. Lengyel Márton; Heller Farkas Főiskola, Budapest, 2008

### Színművek
- Ön látta már a próféta lábnyomát? (1981)
- Betonterápia (1985)

## További információ
- Ki Kicsoda a Wayback Machine-ben (2014. január 7.)